# Laura Quijano
Laura Quijano Vincenzi es una escritora costarricense nacida en 1971. Estudió Derecho y Filología Española en la Universidad de Costa Rica.
En el año 1994 ganó el Premio Joven Creación de la Editorial Costa Rica por su novela Una sombra en el hielo, la cual es considerada pionera en el desarrollo del género literario de la Ciencia ficción costarricense.
Después de años sin publicar, en el año 2007 comenzaron a aparecer varios de sus relatos tanto en España como en Costa Rica.
A partir de ese año se destacan relatos como "El precio de la eternidad", que obtuvo el tercer lugar en el concurso de jurado popular Tierra de Leyendas VI del portal literario Sedice.com; "Por siempre otro", que fue incluido entre los mejores relatos fantásticos del 2007 en la antología Fabricantes de Sueños 2008; y "Sueño profundo", que resultó finalista del XXI Certamen Alberto Magno de Ciencia Ficción de la Universidad del País Vasco (2009). Durante los años siguientes, otros nuevos relatos, como "Flor del crepúsculo" y "Objeto No Identificado" se vieron publicados en antologías de la EUNED (Posibles futuros; Cuentos de ciencia ficción, 2009; Objeto no identificado y otros cuentos de ciencia ficción, 2011), así como en nuevas antologías españolas, entre las que se incluyen los cuentos "Eterna ensoñación" y "¿Tú también, hijo mío?" (PerVersiones Literarias: Cuentos Populares, 2010; PerVersiones Literarias: Historia, 2010), "El último pozo" (Visiones 2008, 2010), "Antes del amanecer" y "Camino Perdido" (PerVersiones Literarias: Monstruos de la Literatura, 2012; PerVersiones Literarias: Misterios sin resolver, 2013); y en otras antologías nacionales, tal es el caso de "El modelo defectuoso" (Poe Siglo XXI, 2010).
Su más reciente publicación es la novela Señora del tiempo, que fue presentada el 31 de julio de 2014 en Librería Internacional en Costa Rica y que sólo 15 días después, logró entrar en la lista de "Bestsellers" de dicha librería.